# Barðastrandarvegur
Der Barðastrandarvegur ist eine Hauptstraße in den Westfjorden von Island.
Diese Straße führt zum Fährhafen Brjánslækur, wo die Fähre von Snæfellsnes anlegt, und führt weiter bis in den Ort Patreksfjörður.
Während der Vestfjarðavegur  durch das Penningsdalur und Þverádalur nach Norden führt, zweigt im Vatnsfjörður der Barðastrandarvegur nach Süden ab und verläuft weiter entlang der Küste Barðaströnd.
Nach knapp 6 km wird Brjánslækur mit der Fähre Baldur erreicht.
Bei Krossanes hat der Barðastrandarvegur seine südlichste Stelle erreicht.
In die Bucht Hagavaðall münden gemeinsam die Flüsse Vaðalsá, Móra, Arnarbýlisá und Hagaá.
Hier entfernt sich die Straße fast 3 km von der Küste.
Südlich der Straße, bei der Siedlung Krossholt,  liegt das Bad Krosslaug, das von einer heißen Quelle gespeist wird.
Nicht zu verwechseln mit dem bekannteren Krossneslaug, das zwar auch in den Westfjorden liegt, aber über 100 km weiter nordöstlich.
Der Siglunesvegur  verläuft weitere 6 km an der Küste nach Westen Richtung Rauðisandur.
Der Barðastrandarvegur steigt jetzt auf 404 m auf die Kleifaheiði an.
Auf dieser Hochebene betreibt Vegagerðin eine Station zur Beobachtung von Verkehr und Wetter.
Am nördlichen Ende der Kleifaheiði führt die Straße über zwei Spitzkehren in den Ósafjörður, dem östlichen Ende des Patreksfjörður.
Der Barðastrandarvegur hat eine Gesamtlänge von fast 60 km.
Davon verlaufen 36 km an der Südküste, dem Baðaströnd, und je 12 km über die Kleifaheiði und entlang des Nordufers im Patreksfjörður.
Der gesamte Verlauf ist asphaltiert.